# Атеистическое государство

Государства практиковавшие или практикующие государственный атеизм:
Страны практиковавшие государственный атеизм в прошлом
Страны практикующие государственный атеизм в настоящем

Атеисти́ческое госуда́рство — государство, в котором атеизм исходит от государственных органов власти, то есть является частью государственной идеологии. На 2024 год в мире существуют 3 атеистических государства:
- Китай
- КНДР
- Вьетнам

## История
Первым в мире государством, где право атеистической пропаганды было внесено в Конституцию, стал Союз Советских Социалистических Республик. Атеистическими государствами также были другие социалистические страны. Народная Социалистическая Республика Албания во времена правления Энвера Ходжи в 1967 году провозгласила себя первым в мире атеистическим государством и вообще запретила практику любой религии.